# 리스테리오라이신 O
리스테리오라이신 O(listeriolysin O, LLO)는 리스테리아증을 일으키는 병원균인 리스테리아 모노사이토제네스(Listeria monocytogenes)라는 세균에 의해 생성되는 용혈소이다. 이 독소는 L. monocytogenes의 독력에 결정적이기 때문에 독력인자로 볼 수 있다.

## 생화학
리스테리오라이신 O는 비효소적, 세포용해성, 싸이올 활성화, 콜레스테롤 의존성 세포용해소이다. 따라서 환원제에 의해 활성화되고 산화제에 의해 억제된다. 그러나 LLO는 pH 5.5에서 세포용해 활성이 최대화되기 때문에 다른 싸이올 활성 독소와 차이점도 가진다.
pH 5.5에서 활성이 최대가 되므로 LLO는 L. monocytogenes를 탐식한 세포의 산성 파고솜(평균 pH ~5.9) 내에서 선택적으로 활성화된다. LLO가 파고솜을 용해하고 파괴한 후 세균은 세포질로 빠져나가 세포 안에서 성장할 수 있다. 파고솜에서 탈출한 이후 독소는 세포질에서는 거의 활성을 가지지 않는다.
또한 LLO는 L. monocytogenes가 감염된 세포의 원형질막을 손상시키지 않고 식세포에서 세포질로 탈출할 수 있도록 한다. 세포 안은 보체계나 항체 와 같은 세포 바깥의 면역계 요소들로부터 보호되므로 세균이 생존하는 데에 유리하다.
또 다른 기전으로 LLO는 L. monocytogenes가 숙주 세포로 들어가기 전에 감염 초기 단계에서 히스톤 H3의 탈인산화와 히스톤 H4의 탈아세틸화를 유발한다. 구멍을 만드는 활성은 히스톤 변형을 일으키는 데 관여하지 않는다. 히스톤의 변화는 염증 반응에 관여하는 단백질을 암호화하는 유전자의 하향조절을 일으킨다. 따라서 LLO는 L. monocytogenes에 대한 숙주 면역 반응을 뒤엎는 데 중요할 수 있다.
PEST 유사 서열은 LLO에 존재하며 서열이 결여된 돌연변이체는 숙주 세포를 용해시키지 못하기 때문에 이 서열이 독소의 독성에 필수적인 것으로 여겨진다. 그러나 단백질 분해에서 PEST가 필요하다는 사실과는 반대로 PEST 유사 서열이 LLO 분해를 증가시키기보다는 세포질에서 LLO 생산을 조절할 수 있다는 근거도 있다.

## 표현의 규제
LLO는 LIPI-1이라는 병원성 섬의 일부인 hly 유전자에 의해 암호화된다. LIPI-1 내의 L. monocytogenes의 다른 독력인자 뿐만 아니라 hly의 전사는 prfA 유전자에 의해 암호화된 단백질에 의해 활성화된다. prfA는 PrfA 온도조절기 UTR 요소에 의해 온도가 조절되어, prfA의 번역은 37°C에서 최대로 발생하고 30°C에서는 거의 발생하지 않는다. 37°C는 정상 체온 범위 내에 있으므로 PrfA 단백질, 리스테리오라이신 O, 그 외 PrfA에 의해 조절되는 기타 독성 인자는 L. monocytogenes가 숙주(사람)에 있을 때만 생성된다.

## 의료 분야 적용
리스테리오라이신 O는 발현하고 유레이스 C는 결핍된 결핵균에 대한 재조합 BCG 백신이 개발 중이다. ΔureC hly+ rBCG 백신은 향상된 항원제시 기능으로 인해 원래 BCG 균주보다 훨씬 더 높은 보호 효과를 나타낸다. 리스테리오라이신은 파고솜에 구멍을 만들고 세균이 세포질로 빠져나갈 수 있도록 하여 제1형과 제2형 주조직 적합성 복합체에 항원을 제시하고 CD8+와 CD4+ T세포를 각각 활성화할 수 있다. 유레이스는 암모니아를 생성하여 리스테리오라이신 활성을 억제하는 염기성 환경을 만들기 때문에, 최적의 산성 pH를 만들기 위해 녹아웃된다.